# Stazione di Via Gianturco
La stazione di Via Gianturco è una delle stazioni ferroviarie di Napoli, parte della ferrovia Circumvesuviana.
Posta sul tratto comune alla ferrovia Napoli-Pompei-Poggiomarino e alla ferrovia Napoli-Ottaviano-Sarno, prende il nome da via Gianturco. Non va confusa con l'omonima stazione di RFI, distante alcune centinaia di metri.

## Strutture e impianti

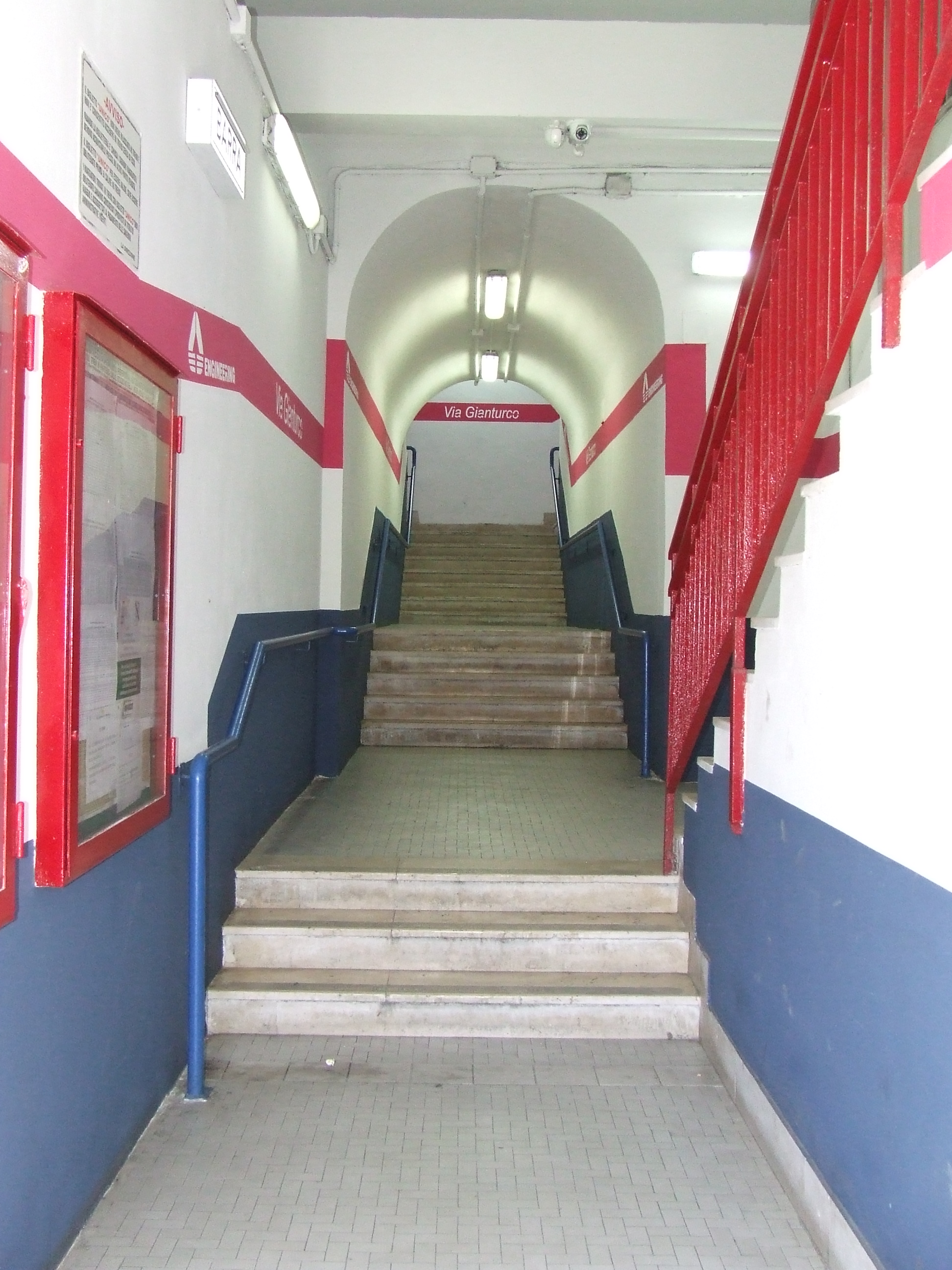
Scale di accesso alle banchine

La fermata è dotata di un fabbricato viaggiatori molto semplice che non offre alcun servizio, ma soltanto una scala che porta al piano dei binari: la sede ferroviaria, infatti, sorge più in alto rispetto alla strada.
Nella fermata vi sono due binari passanti, serviti da due banchine e collegate tramite sottopassaggio.
Non vi sono né binari, né fabbricati per le merci.
Nel 2021, la stazione è stata dipinta con un murales dedicato alle "donne per uno sviluppo sostenibile", dello street artist Geometric Bang.

## Movimento
Il movimento passeggeri è scarso poiché la fermata si trova in una zona scarsamente abitata, ma che in passato aveva forte rilevanza industriale. È utilizzata soprattutto da lavoratori che raggiungono industrie e uffici in zona.
In stazione fermano tutti i treni accelerati e diretti per Sorrento, Sarno, Poggiomarino e Napoli oltre ai pochi treni limitati a Torre Annunziata. Non effettuano fermate i direttissimi e l'ultimo treno in direzione Napoli, in orario estivo.

## Servizi
- Sottopassaggio[1]